# Ottoschulzia pallida
Ottoschulzia pallida är en tvåhjärtbladig växtart som beskrevs av Cyrus Longworth Lundell. Ottoschulzia pallida ingår i släktet Ottoschulzia och familjen Icacinaceae. Inga underarter finns listade i Catalogue of Life.